# Jerzy Piskun
Jerzy Andrzej Piskun (Pinsk, 4 de junio de 1938-Varsovia, 16 de julio de 2018) fue un baloncestista polaco. Consiguió dos medallas en competiciones internacionales con la selección de su país.